# Creoleon surcoufi
Creoleon surcoufi is een insect uit de familie van de mierenleeuwen (Myrmeleontidae), die tot de orde netvleugeligen (Neuroptera) behoort. 
Creoleon surcoufi is voor het eerst wetenschappelijk beschreven door Navás in 1912.